# Coppa Agostoni 2018
La 72.ª edición de la clásica ciclista Coppa Agostoni (nombre oficial: Coppa Agostoni-Giro delle Brianze) se celebró en Italia el 15 de septiembre de 2018 sobre un recorrido de 199,9 kilómetros con inicio y final en la ciudad de Lissone en la región de Lombardía.
La carrera formó parte del UCI Europe Tour 2018, dentro de la categoría 1.1.
La carrera fue ganada por el corredor italiano Gianni Moscon del equipo Sky, en segundo lugar Rein Taaramäe (Direct Énergie) y en tercer lugar Enrico Gasparotto (Bahrain-Merida).

## Equipos participantes
Tomaron parte en la carrera 25 equipos: 4 de categoría UCI ProTeam; 12 de categoría Profesional Continental; 7 de categoría Continental y dos selecciones nacionales. Formando así un pelotón de 175 ciclistas de los que acabaron 44. Los equipos participantes fueron:
| WorldTeams (4)- UAE Team Emirates - AG2R La Mondiale - Sky - Bahrain-Merida Equipos continentales profesionales (12)- Gazprom-RusVelo - Direct Énergie - Wilier Triestina-Selle Italia - Androni Giocattoli-Sidermec - WB-Aqua Protect-Veranclassic - Israel Cycling Academy - Caja Rural-Seguros RGA - Delko-Marseille Provence-KTM - Fortuneo-Samsic - Nippo-Vini Fantini-Europa Ovini - Bardiani CSF - CCC Sprandi Polkowice Equipos continentales (7)- MsTina-Focus - Vorarlberg-Santic - Polartec-Kometa - Lokosphinx - Amore & Vita-Prodir - Sangemini-MG.Kvis - Dimension Data-Qhubeka Equipos nacionales (2)- Italia - Suiza |
| |

## Clasificación final
- Las clasificaciones finalizaron de la siguiente forma:[3]

| \| Clasificación general \| Clasificación general \| Clasificación general \| Clasificación general \| Clasificación general \| \| Ciclista \| Ciclista \| Equipo \| Tiempo \| \| \| --------------------- \| --------------------- \| --------------------------- \| --------------------- \| --------------------- \| \| 1.º \| Gianni Moscon \| Team Sky \| 4 h 49 min 33 s \| \| \| 2.º \| Rein Taaramäe \| Direct Énergie \| + 1 s \| \| \| 3.º \| Enrico Gasparotto \| Bahrain-Merida \| + 23 s \| \| \| 4.º \| Luca Wackermann \| Bardiani CSF \| + 24 s \| \| \| 5.º \| Pierpaolo Ficara \| Amore & Vita-Prodir \| + 30 s \| \| \| 6.º \| Davide Orrico \| Team Vorarlberg-Santic \| + 30 s \| \| \| 7.º \| Anthony Delaplace \| Fortuneo-Samsic \| + 32 s \| \| \| 8.º \| Marc Hirschi \| Suiza \| + 34 s \| \| \| 9.º \| Iván Rovni \| Gazprom-RusVelo \| + 54 s \| \| \| 10.º \| Francesco Gavazzi \| Androni Giocattoli-Sidermec \| + 54 s \| \| |                   |                             |                 |
| |                   |                             |                 |
| Fuente: ProCyclingStats |                   |                             |                 |
| Clasificación general |                   |                             |                 |
| Ciclista | Ciclista          | Equipo                      | Tiempo          |
| 1.º | Gianni Moscon     | Team Sky                    | 4 h 49 min 33 s |
| 2.º | Rein Taaramäe     | Direct Énergie              | + 1 s           |
| 3.º | Enrico Gasparotto | Bahrain-Merida              | + 23 s          |
| 4.º | Luca Wackermann   | Bardiani CSF                | + 24 s          |
| 5.º | Pierpaolo Ficara  | Amore & Vita-Prodir         | + 30 s          |
| 6.º | Davide Orrico     | Team Vorarlberg-Santic      | + 30 s          |
| 7.º | Anthony Delaplace | Fortuneo-Samsic             | + 32 s          |
| 8.º | Marc Hirschi      | Suiza                       | + 34 s          |
| 9.º | Iván Rovni        | Gazprom-RusVelo             | + 54 s          |
| 10.º | Francesco Gavazzi | Androni Giocattoli-Sidermec | + 54 s          |

## UCI World Ranking
El Coppa Agostoni otorga puntos para el UCI WorldTour 2018 y el UCI World Ranking, este último para corredores de los equipos en las categorías UCI WorldTeam, Profesional Continental y Equipos Continentales. Las siguientes tablas son el baremo de puntuación y los corredores que obtuvieron puntos:
| Posición              | 1.ª | 2.ª | 3.ª | 4.ª | 5.ª | 6.ª | 7.ª | 8.ª | 9.ª | 10.ª |
| Clasificación general | 125 | 85  | 70  | 60  | 50  | 40  | 35  | 30  | 25  | 20   |

| 1.º  | Gianni Moscon     | Sky                         | 125 |
| 2.º  | Rein Taaramäe     | Direct Énergie              | 85  |
| 3.º  | Enrico Gasparotto | Bahrain-Merida              | 70  |
| 4.º  | Luca Wackermann   | Bardiani-CSF                | 60  |
| 5.º  | Pierpaolo Ficara  | Amore & Vita-Prodir         | 50  |
| 6.º  | Davide Orrico     | Sangemini-MG.Kvis-Vega      | 40  |
| 7.º  | Anthony Delaplace | Fortuneo-Samsic             | 35  |
| 8.º  | Marc Hirschi      | Selección de Suiza          | 30  |
| 9.º  | Iván Rovni        | Gazprom-RusVelo             | 25  |
| 10.º | Francesco Gavazzi | Androni Giocattoli-Sidermec | 20  |